# AH–1 Cobra

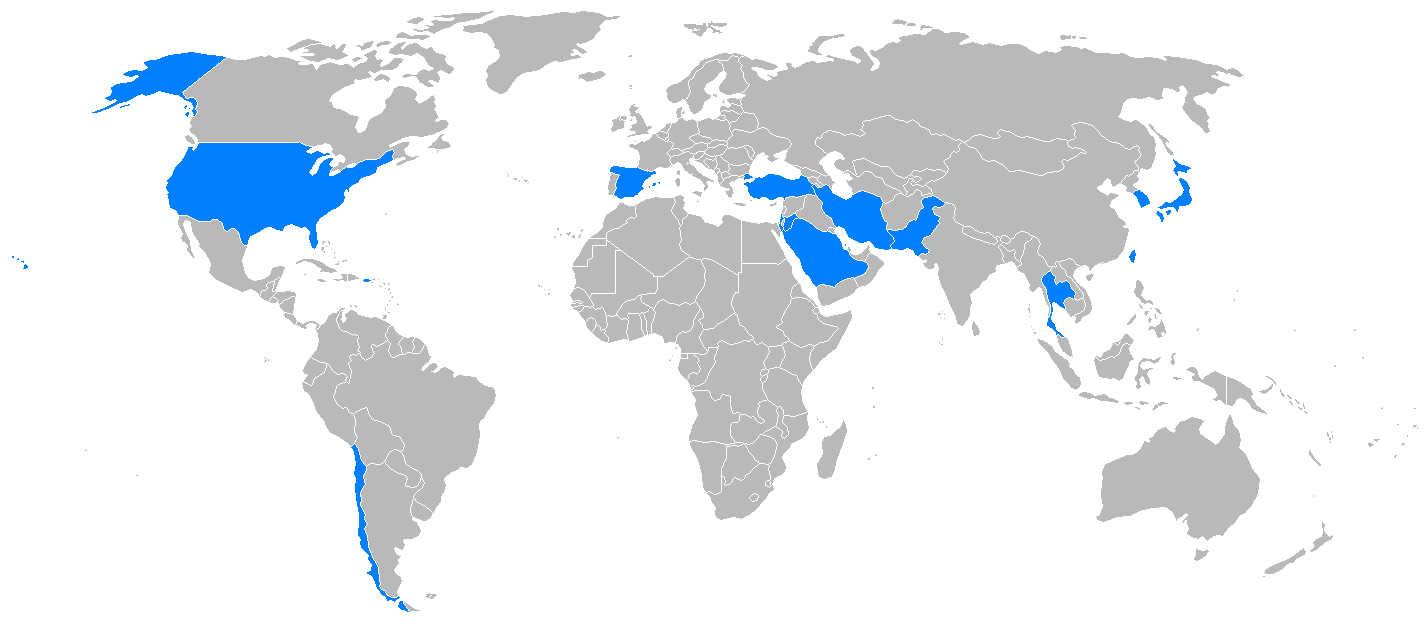
Az AH–1 üzemeltetői

Az AH–1 Cobra harci helikopter, az Egyesült Államokban az UH–1 Iroquois könnyű szállítóhelikopterből, ideiglenes megoldásként, annak fődarabjait felhasználva fejlesztették ki, elsősorban a vietnámi háborúban felmerült igények kielégítésére. Alacsony ára és a számtalan ország által rendszeresített UH–1 helikopterrel való nagyfokú csereszabatossága miatt rendkívül elterjedt helikopter. A hatvanas évektől részt vett az Egyesült Államok összes háborújában, a jom kippuri háborútól kezdve az összes arab–izraeli háborúban, az irak-iráni, valamint számos kisebb fegyveres konfliktusban. A kilencvenes években Romániában is felmerült rendszeresítésének és ottani sorozatgyártásának gondolata. Az ezredfordulótól a RAH–66 Comanche helikopterrel tervezték felváltani, de az új helikopter fejlesztését a vele kapcsolatban felmerült problémák miatt leállították, így a Cobra, jelentős korszerűsítés után, valószínűleg még több évtizedig szolgálatban marad. A korszerűsített AH–1 SuperCobra erősebb hajtóműveket és fejlesztett avionikát kapott, mellyel automatikusan képes lett mind a légi, mind a földi célpontokat keresni, felismerni és osztályozni. Két General Electric T700–401 gázturbinás hajtóműve van melyek teljesítménye 2 × 1194 kW. Változatai az AH–1W és az AH–1Z.

## Megrendelő és üzemeltető országok
Amerikai Egyesült Államok
- Az Amerikai Egyesült Államok Tengerészgyalogsága

 Bahrein
 Chile
 Csehország
 Dél-Korea
 Irán
 Izrael
 Japán
 Jordánia
 Pakisztán
 Spanyolország
 Szaúd-Arábia
 Tajvan
 Thaiföld
 Törökország